# Randia itatiaiae
Randia itatiaiae är en måreväxtart som beskrevs av Silva Neto och Ávila. Randia itatiaiae ingår i släktet Randia och familjen måreväxter. Inga underarter finns listade i Catalogue of Life.